# Ribamontán al Monte
Ribamontán al Monte est une ville espagnole située dans la communauté autonome de Cantabrie.